# Hellikon
Hellikon (gsw. Hellike) – gmina (niem. Einwohnergemeinde) w Szwajcarii, w kantonie Argowia, w okręgu Rheinfelden. Liczy 780 mieszkańców (31 grudnia 2020). Leży w regionie Fricktal.